# Bryan Edwards
* solo in precampionato o in squadra di allenamento
Bryan J. Edwards (Conway, 13 novembre 1998) è un giocatore di football americano statunitense che milita nel ruolo di wide receiver nella National Football League (NFL) e che dal 2023 è un free agent.

## Carriera universitaria

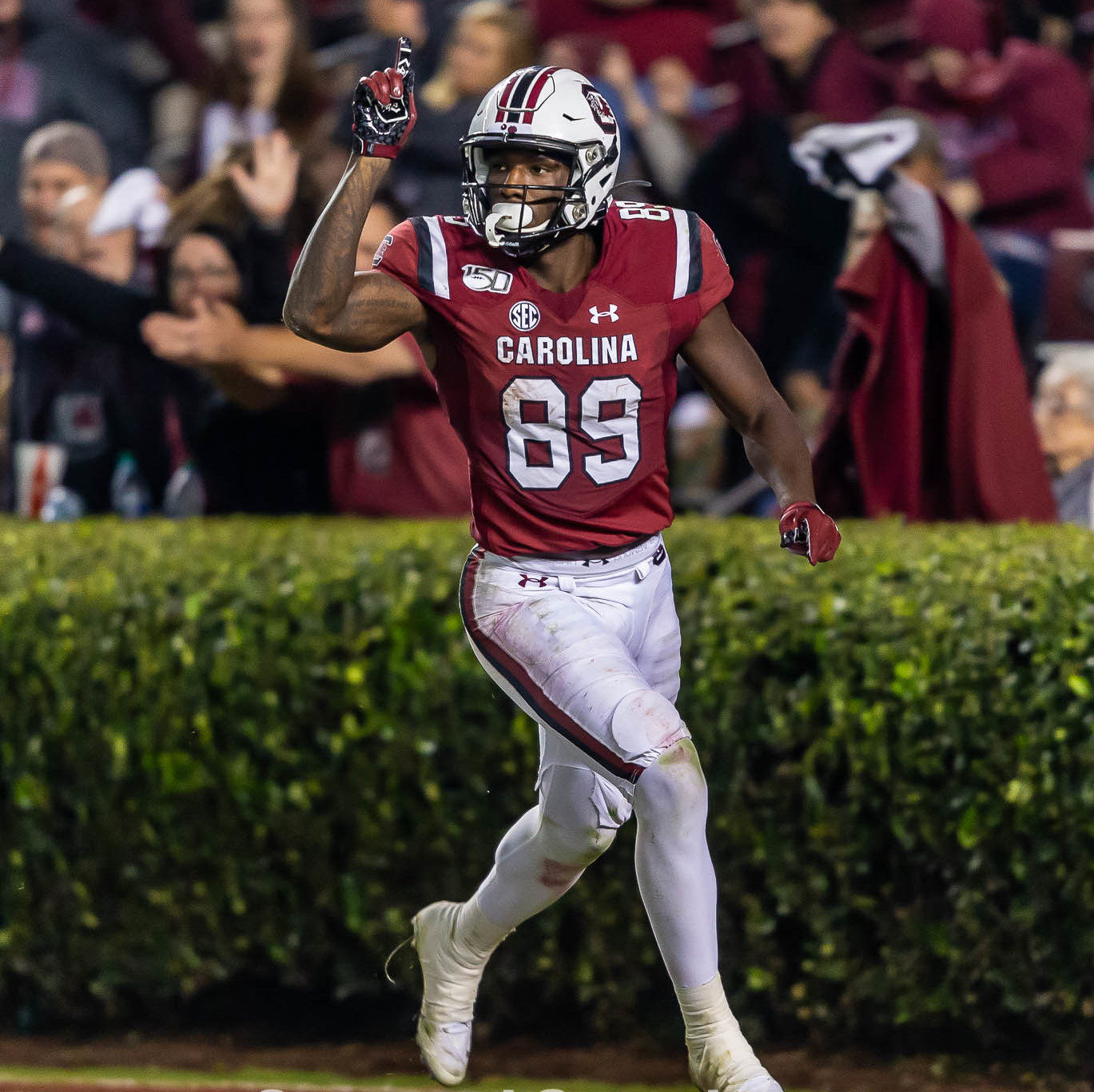
Edwards con i Gamecooks nel 2019

Edwards, originario di Conway in Carolina del Sud, cominciò a giocare a football nella locale Conway High School per poi andare a giocare dal 2016 al 2019 per l'Università della Carolina del Sud con i Gamecocks che militano nella Southeastern Conference (SEC) della Divisione I della Football Bowl Subdivision (FBS) della NCAA.
Nelle sue quattro stagione con i Gamecocks Edwards totalizzò 234 ricezioni per 3.045 yard e 22 touchdown su ricezione, fissando i record della scuola per numero di ricezioni e di yard, secondo per touchdown su ricezione e primo per numero di partite consecutive con almeno una ricezione (48).
| Stagione | Stagione         | Stagione   | Stagione   | Stagione | Stagione | Ricezioni | Ricezioni | Ricezioni | Ricezioni | Ricezioni |     | Fumble | Fumble |
| Anno     | Squadra          | Campionato | Conference | P        | PT       | Ric       | Yard      | Media     | Max       | TD        | Fum | Persi  |        |
| -------- | ---------------- | ---------- | ---------- | -------- | -------- | --------- | --------- | --------- | --------- | --------- | --- | ------ | ------ |
| 2016     | Carolina del Sud | FBS Div. I | SEC        | 12       | 12       | 44        | 590       | 11,5      | 42        | 4         | 0   | 0      |        |
| 2017     | Carolina del Sud | FBS Div. I | SEC        | 13       | 13       | 64        | 793       | 15,4      | 41        | 5         | 0   | 0      |        |
| 2018     | Carolina del Sud | FBS Div. I | SEC        | 13       | 12       | 55        | 846       | 12,4      | 75        | 7         | 2   | 1      |        |
| 2019     | Carolina del Sud | FBS Div. I | SEC        | 10       | 10       | 71        | 816       | 13,4      | 75        | 6         | 0   | 0      |        |
| Totale   | Totale           | Totale     | Totale     | 48       | 47       | 234       | 3.045     | 13,0      | 75        | 22        | 2   | 1      |        |

Fonte: Football Database
In grassetto i record personali in carriera

## Carriera professionistica

### Las Vegas Raiders
Edwards fu scelto dai Las Vegas Raiders nel corso del terzo giro (81º assoluto) del Draft NFL 2020. Debuttò come professionista partendo come titolare nella gara del primo turno contro i Carolina Panthers ricevendo un passaggio da 9 yard dal quarterback Derek Carr. La sua stagione da rookie si chiuse con 11 ricezioni per 193 e un touchdown in 12 presenze, di cui 3 come titolare.

### Atlanta Falcons
Il 13 maggio 2022 Edwards fu ceduto agli Atlanta Falcons in cambio di una scelta al 5º giro del Draft NFL 2023. Partito titolare nella gara del primo turno stagionale, via via fu sempre meno utilizzato e fu quindi svincolato dai Falcons il 24 novembre 2022, dopo 7 partite giocate, di cui una da titolare, con 7 ricezioni per 15 yard.

### Kansas City Chiefs
Il 28 novembre 2022 Edwards firmò per la squadra di allenamento dei Kansas City Chiefs da cui venne svincolato il 4 gennaio 2023.

### New Orleans Saints
Il 27 marzo 2023 Edwards firmò da free agent con i New Orleans Saints. Il 22 agosto 2023 fu svincolato.

## Statistiche

### Stagione regolare
| Stagione | Stagione | Stagione | Stagione | Ricezioni | Ricezioni | Ricezioni | Ricezioni | Ricezioni |     | Fumble | Fumble |
| Anno     | Squadra  | P        | PT       | Ricezioni | Ricezioni | Ricezioni | Ricezioni | Ricezioni |     | Fumble | Fumble |
| Anno     | Squadra  | P        | PT       | Ric       | Yard      | Media     | Max       | TD        | Fum | Persi  |        |
| -------- | -------- | -------- | -------- | --------- | --------- | --------- | --------- | --------- | --- | ------ | ------ |
| 2020     | LV       | 12       | 3        | 11        | 193       | 17,5      | 34        | 1         | 0   | 0      |        |
| 2021     | LV       | 16       | 12       | 34        | 571       | 16,8      | 51        | 3         | 1   | 0      |        |
| 2022     | ATL      | 7        | 1        | 3         | 15        | 5,0       | 10        | 0         | 0   | 0      |        |
| Totale   | Totale   | 35       | 16       | 48        | 779       | 16,2      | 51        | 4         | 1   | 0      |        |

### Play-off
| Stagione | Stagione | Stagione | Stagione | Ricezioni | Ricezioni | Ricezioni | Ricezioni | Ricezioni |     | Fumble | Fumble |
| Anno     | Squadra  | P        | PT       | Ricezioni | Ricezioni | Ricezioni | Ricezioni | Ricezioni |     | Fumble | Fumble |
| Anno     | Squadra  | P        | PT       | Ric       | Yard      | Media     | Max       | TD        | Fum | Persi  |        |
| -------- | -------- | -------- | -------- | --------- | --------- | --------- | --------- | --------- | --- | ------ | ------ |
| 2021     | LV       | 1        | 0        | 3         | 41        | 13,7      | 19        | 0         | 0   | 0      |        |
| Totale   | Totale   | 1        | 0        | 3         | 41        | 13,7      | 19        | 0         | 0   | 0      |        |

Fonte: Football Database
In grassetto i record personali in carriera - Statistiche aggiornate alla stagione 2022